# Nicétas d'Héraclée
Pour les articles homonymes, voir Nicétas.
Nicétas d'Héraclée est un clerc byzantin ayant vécu dans la seconde moitié du XIe  et au début du XIIe siècle, à la fois grammairien, théologien, canoniste, et nommé sur le tard métropolite d'Héraclée de Thrace. Il est le dernier grand caténiste de l'époque byzantine.

## Carrière
C'est un personnage sur lequel les connaissances se sont beaucoup précisées ces dernières décennies. Il était neveu du métropolite Étienne de Serrès (toujours vivant en 1071) et est souvent désigné comme « Νικήτας ὁ τοῦ Σερρῶν », ce qui signifie « Nicétas le neveu du métropolite de Serrès » (et non pas « Nicétas de Serrès », comme souvent indiqué autrefois). Une référence personnelle (une invocation pieuse) dans un opuscule grammatical de jeunesse révèle qu'il était prôximos (principal) de l'école attenante aux églises des Chalcoprateia, et qu'il y enseignait donc la grammaire, peu après la mort de son oncle Étienne. Ensuite, il passa à l'école patriarcale de Sainte-Sophie, où il exerça les fonctions de didascale (des Psaumes, de l'Apôtre, de l'Évangile) : c'est avec cette qualité qu'il apparaît dans l'intitulé des lettres que lui adressa  Théophylacte d'Ohrid (après son accession à son siège d'archevêque en 1088 ou 1089). D'autres intitulés de textes lui attribuent la charge de skeuophylax (sacristain) de Sainte-Sophie. Dans ces diverses fonctions il avait le grade de diacre.
En avril 1117, il participa au synode convoqué pour examiner les accusations d'hérésie contre Eustrate de Nicée : il se montra alors l'un des accusateurs les plus farouches de son ancien collègue, n'hésitant pas à remettre sur le tapis l'affaire Jean Italos, qui datait de trente-cinq ans (« Il croit pouvoir échapper à la condamnation comme il a évité naguère d'être condamné avec Jean Italos »). Il se posait ainsi en adversaire des « dialecticiens » qui prétendaient expliquer les dogmes religieux à la lumière de la raison.
En 1117, il fut promu métropolite d'Héraclée de Thrace, l'un des titres les plus élevés de la hiérarchie ecclésiastique byzantine. On ignore la date de sa mort.
Dans l'histoire de la littérature religieuse byzantine, Nicétas d'Héraclée est l'auteur des dernières et plus vastes chaînes exégétiques sur les textes bibliques, réalisées sûrement en tant que didascale de Sainte-Sophie : chaînes sur les Psaumes, sur les épîtres de saint Paul (Romains I, Corinthiens et Hébreux, semble-t-il) et sur les évangiles. Pour ces derniers, on conserve les chaînes sur Matthieu, Luc et Jean ; celle sur Marc était en projet quand il rédigeait celle sur Luc, elle-même postérieure aux deux autres (« Τὰ δὲ καὶ ἐν τῷ Μάρκῷ διδόντος Θεοῦ ἐροῦμεν »), mais on ne sait si elle a été réalisée. Par rapport aux chaînes des siècles précédents, on relève une double évolution : d'une part, pour le contenu, le recours à des sources plus riches et variées ; d'autre part, formellement, le retour à une disposition en pleine page, avec alternance entre texte biblique et exégèse, qui était celle des plus anciennes chaînes (Ve – VIe siècle), mais avait été supplantée à partir du VIIe siècle par une présentation du commentaire sous forme de scholies marginales. La chaîne la plus souvent citée est celle sur Luc, œuvre immense, en quatre livres, réunissant 3302 extraits de 69 auteurs connus (et de quelques inconnus). Les auteurs les plus présents sont, dans l'ordre décroissant, Jean Chrysostome, Cyrille d'Alexandrie, les Cappadociens, Théodoret de Cyr, Athanase d'Alexandrie, Isidore de Péluse, Titus de Bostra, Maxime le Confesseur.
La chaîne sur Luc a été diffusée en Italie du Sud où un manuscrit au moins a été copié (Bibliothèque vaticane, Vat. gr. Vaticanus gr. 1611, copié peut-être à Rossanovers 1116-1117). 
Des morceaux choisis de la chaîne sur Luc furent traduits en latin à la demande de Thomas d'Aquin en vue de la composition de sa Catena aurea sur les évangiles. 
Nicétas a également commenté par scholies une partie de l'œuvre de Grégoire de Nazianze (seize discours, et les sentences en strophes tétrastiques), et les Canons liturgiques de Jean Damascène. Dans le domaine du droit canon, il a laissé aussi des Réponses canoniques à Constantin, évêque de Pamphilos.

## Édition
- Christos Th. Krikonis, Συναγωγὴ Πατέρων εἰς τὸ Κατὰ Λουκᾶν Εὐαγγέλιον, Vyzantina Keimena kai Meletai 9, Thessalonique, Kentron Byzantinôn Ereunôn, 1973, p. 1-530 (non pas édition, mais description précise de la chaîne sur Luc à partir du manuscrit Athon. Iviron 371).
- Peter van Deun (éd.), « Nicétas d'Héraclée. Commentaire sur l'évangile de saint Matthieu : édition critique du chapitre 4 », Byzantion 71, 2001, p. 517-551.